# Gobioides grahamae
Gobioides grahamae és una espècie de peix de la família dels gòbids i de l'ordre dels perciformes.

## Morfologia
- Els mascles poden assolir 17,3 cm de longitud total.
- Nombre de vèrtebres: 26.[5][6]

## Hàbitat
És un peix de clima tropical i demersal.

## Distribució geogràfica
Es troba a l'Atlàntic occidental: des de la Guaiana fins al nord del Brasil.

## Observacions
És inofensiu per als humans.